# Усов, Николай Николаевич
Никола́й Никола́евич У́сов (1866 — не ранее 1917) — генерал-лейтенант, начальник Тверского кавалерийского училища, директор Пажеского корпуса.

## Биография
Родился 26 июня (8 июля) 1866 года в дворянской семье.
По окончании Пажеского корпуса в 1887 году (с занесением имени на мраморную доску), выпущен был корнетом  в лейб-гвардии Уланский Его Величества полк; поручик (1891). В 1893 году окончил Николаевскую академию Генерального штаба по 1-му разряду. По окончании академии был произведен в штабс-ротмистры гвардии с переименованием в капитаны Генерального штаба. В 1894 году состоял старшим адъютантом штаба Кавказской гренадерской дивизии, затем — штаба Кавказской кавалерийской дивизии (1894—1897) и Иркутского военного округа (1897); подполковник с 1897 года.
В 1897—1898 годах состоял при Ставропольском казачьем юнкерском училище для преподавания военных наук. После упразднения училища в 1898 году был назначен младшим делопроизводителем канцелярии военно-ученого комитета Главного штаба. С 1899 года был прикомандирован к Елисаветградскому кавалерийскому училищу для преподавания военных наук; полковник с 6 декабря 1902 года.
4 августа 1903 года назначен и. д. начальника штаба 2-й пехотной дивизии. 12 августа 1904 года назначен начальником штаба Сводной кавалерийской дивизии, с которой участвовал в Русско-японской войне. С 27 сентября 1906 года состоял штаб-офицером для поручений при начальнике Генерального штаба.
24 февраля 1907 года назначен начальником Тверского кавалерийского училища, а 1 сентября 1910 года, за отличие по службе, произведен в генерал-майоры с назначением директором Пажеского корпуса.
С 9 ноября 1916 года был помощником по военной части военного генерал-губернатора занятых в результате военных действий областей Австро-Венгрии; 6 декабря того же года произведен в генерал-лейтенанты «за отличие». С 30 мая 1917 года — директор Петроградского кадетского корпуса, в который был преобразован Пажеский корпус.
Судьба после 1917 года неизвестна.

## Награды
- Орден Святого Станислава 3-й ст. (1895);
- Орден Святой Анны 3-й ст. (1899);
- Орден Святого Станислава 2-й ст. (1906);
- Орден Святого Владимира 4-й ст. (11.08.1910);
- Орден Святого Владимира 3-й ст. (6.04.1914; с 06.12.1913);
- Орден Святого Станислава 1-й ст. (ВП 22.03.1915);
- Орден Святой Анны 1-й ст. (2-е доп. к ВП 30.07.1915);
- Орден Святого Владимира 2-й ст. (ВП 10.04.1916).